# Fredrik Lundh Sammeli
Carl Roland Fredrik Lundh Sammeli (ursprungligen Lund), född 18 maj 1977 i Älvsby församling i Norrbottens län, är en svensk politiker (socialdemokrat). Han är ordinarie riksdagsledamot sedan 2006, invald för Norrbottens läns valkrets. Han är vice ordförande i riksdagens socialutskott sedan 2022 samt var ordförande i socialförsäkringsutskottet 2014–2018 och justitieutskott 2018–2022.

## Biografi
Lundh Sammeli är gift med Carina Sammeli och har tre barn. Han bor i Luleå och är tjänstledig från sitt arbete som officer vid Norrbottens flygflottilj (F 21).

### Riksdagsledamot
Lundh Sammeli är riksdagsledamot sedan valet 2006. I riksdagen är han vice ordförande i socialutskottet sedan 2022 och ledamot i krigsdelegationen sedan 2014. Lundh Sammeli var ordförande i socialförsäkringsutskottet 2014–2018 och justitieutskottet 2018–2022. Han var ledamot i socialförsäkringsutskottet 2010–2014, justitieutskottet 2018 och socialutskottet 2022. Han är suppleant i ledamotsrådet och har varit suppleant i bland annat civilutskottet, justitieutskottet, miljö- och jordbruksutskottet och socialförsäkringsutskottet.